# Ostorhinchus lateralis
Ostorhinchus lateralis är en fiskart som först beskrevs av Achille Valenciennes 1832.  Ostorhinchus lateralis ingår i släktet Ostorhinchus och familjen Apogonidae. IUCN kategoriserar arten globalt som livskraftig. Inga underarter finns listade i Catalogue of Life.